# 460

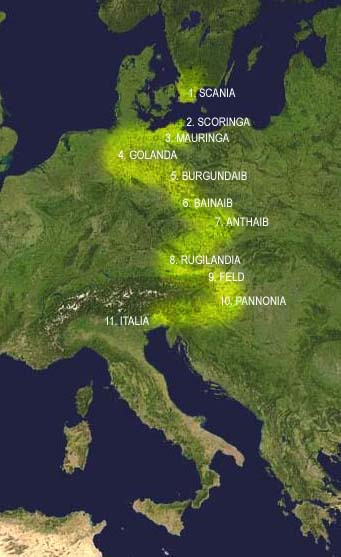
Volksverhuizing van de Longobarden

Het jaar 460 is het 60e jaar in de 5e eeuw volgens de christelijke jaartelling.

## Gebeurtenissen

### Europa
- Keizer Majorianus verzamelt in Ligurië een expeditieleger en begint een lange mars naar Aquitanië. In Toulouse bezoekt hij koning Theodorik II en dwingt hem als foederati (bondgenoten) troepen te leveren voor een veldtocht tegen de Vandalen.
- Majorianus valt Hispania binnen en verslaat de Sueben in Lusitania (huidige Portugal). Hij rukt op tegen de Vandalen en bouwt een vloot in Carthago Nova, om een invasie voor te bereiden naar Mauretania (Noord-Afrika).
- Koning Geiserik voert tevergeefs vredesonderhandelingen, de Romeinse vloot wordt door een list door de Vandalen vernietigd. Majorianus moet van een invasie afzien en accepteert onder dwang een vredesverdrag.
- De Longobarden vervolgen hun migratie naar het zuiden en vestigen zich tijdelijk in Saksen (Duitsland). (waarschijnlijke datum)

### India
- De grotten van Ajanta (India) worden voltooid. In spelonken zijn indrukwekkende muurschilderingen aangebracht die verbonden zijn met het boeddhisme.

## Geboren
- Avitus, bisschop van Vienne (waarschijnlijke datum)
- Hilderik, koning van de Vandalen (waarschijnlijke datum)

## Overleden
- 20 oktober - Aelia Eudocia, Romeins keizerin en echtgenote van Theodosius II
- 28 februari - Romanus van Condat, monnik en heilige
- Theodoretus van Cyrrhus, bisschop en kerkvader (waarschijnlijke datum)